# Bellorchestia quoyana
Bellorchestia quoyana (anteriormente Talorchestia quoyana) é a maior e mais comum espécie de Talitridae endêmica da Nova Zelândia. Foi originalmente descrita como Orchestia quoyana em 1840 pelo zoólogo francês Henri Milne-Edwards e transferida para o gênero Bellorchestia em 2008. Seu comprimento é de até 29 milímetros. Eles ajudam a manter as praias limpas, decompondo qualquer material orgânico, o que é vital para a sucessão de plantas. Elas são noturnas e se enterram até 30 centímetros durante o dia (quanto mais seca a areia, mais fundo elas vão).

## Taxonomia
Bellorchestia quoyana (H. Milne-Edwards, 1840) foi originalmente descrita como Orchestia quoyana H. Milne-Edwards, 1840 pelo zoólogo francês Henri Milne-Edwards. A espécie foi transferida para Talorchestia em 1906 por Thomas Stebbing [en], e mais tarde para o gênero recém-descrito Bellorchestia em 2008 pelos carcinologistas Cristiana S. Serejo e James K. Lowry.

## Descrição

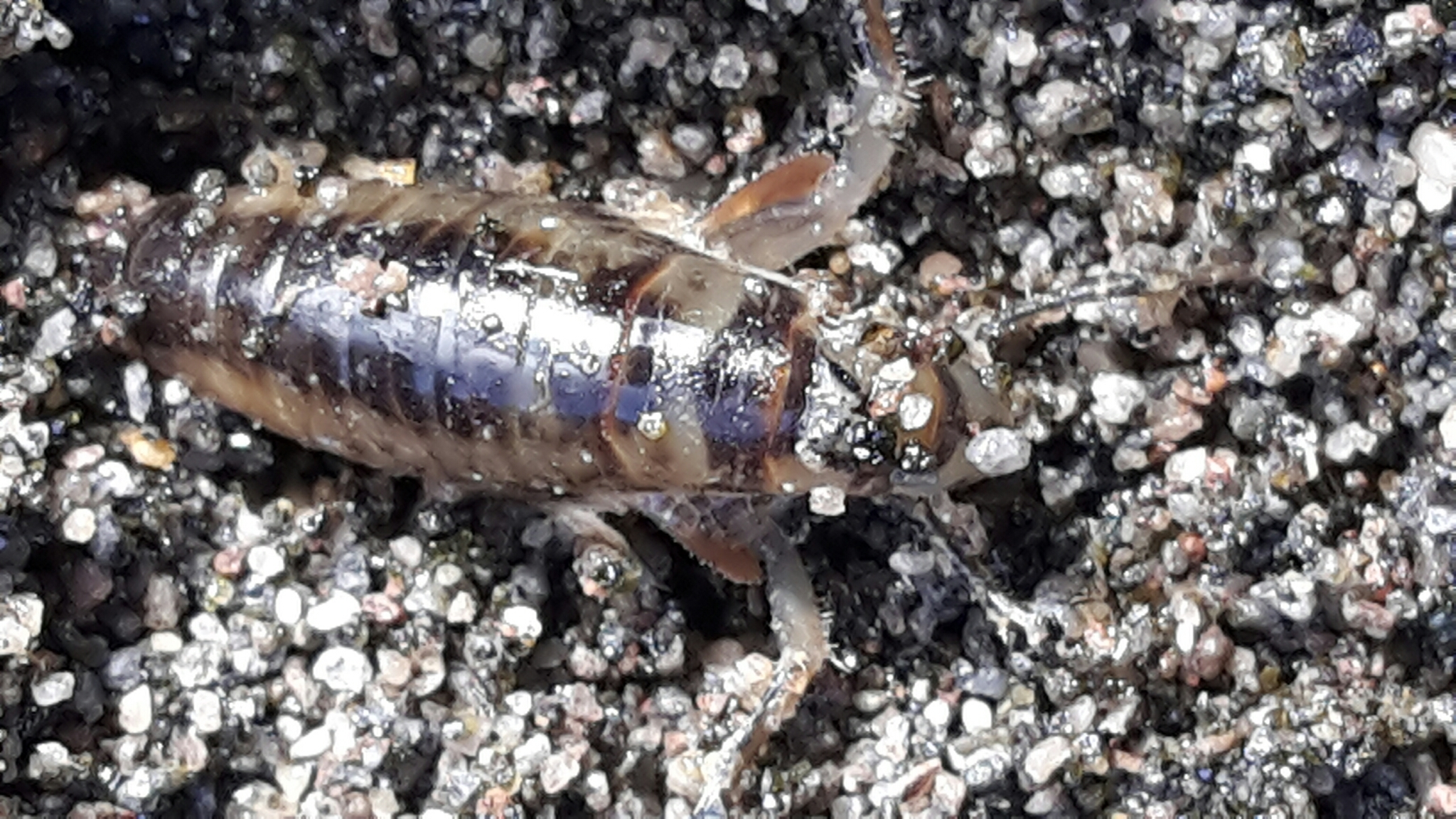
B. quoyana na areia perto de New Plymouth, Ilha do Norte, Nova Zelândia

A Bellorchestia quoyana atinge 29 milímetros de comprimento, sendo os machos um pouco maiores do que as fêmeas. O corpo é tipicamente marrom-amarelado claro com marcas marmorizadas de um marrom mais escuro, simulando geralmente a aparência de areia. Possui um único par de olhos pretos e dois pares distintos de antenas. O primeiro par de antenas é curto e se estende um pouco além da primeira articulação das antenas 2. O segundo par é mais robusto e se estende além da cabeça e dos três primeiros segmentos do corpo nas fêmeas, e mais da metade do comprimento do corpo nos machos. A segunda seção das antenas 2 tem o dobro do comprimento da primeira.
A ação de pular é obtida equilibrando-se no penúltimo par de pernas enquanto gira o abdômen sob o corpo, de modo que a extremidade dos urópodes e o télson pressionem o solo. Os dois últimos pares de pernas são mantidos paralelos, mas não tocam o solo. Quando o abdômen é repentinamente esticado, o animal é impulsionado para o ar. Ao aterrissar, os membros abdominais e os dois últimos pares de pernas são usados como amortecedores no impacto.

## Distribuição
A Bellorchestia quoyana é encontrada em praias arenosas em todo o litoral da Nova Zelândia.